# Aloe kefaensis
Aloe kefaensis ist eine Pflanzenart der Gattung der Aloen in der Unterfamilie der Affodillgewächse (Asphodeloideae). Das Artepitheton kefaensis verweist auf das Vorkommen der Art im Kefa-Gebiet in Äthiopien.

## Beschreibung

### Vegetative Merkmale
Aloe kefaensis wächst stammlos. Die Laubblätter bilden Rosetten. Die grüne, undeutlich linierte Blattspreite ist 35 bis 45 Zentimeter lang und 8 bis 11 Zentimeter breit. Für gewöhnlich ist sie spärlich mit hellen Flecken besetzt. Die bleichen, gelegentlich winzig dunkler gespitzten Zähne am Blattrand sind 3 bis 4,5 Millimeter lang und stehen 1,2 bis 1,9 Millimeter voneinander entfernt.

### Blütenstände und Blüten
Der Blütenstand besteht aus wenigen Zweigen und erreicht eine Länge von etwa 150 Zentimeter. Die lockeren, zylindrischen Trauben sind 30 bis 35 Zentimeter lang. Die Brakteen weisen eine Länge von 11 bis 14 Millimeter auf und sind 4,5 bis 6 Millimeter breit. Die scharlachroten Blüten stehen an 16 bis 22 Millimeter langen Blütenstielen. Die Blüten sind 28 bis 32 Millimeter lang. Auf Höhe des Fruchtknotens weisen die Blüten einen Durchmesser von 6 Millimeter auf. Darüber sind sie auf 4,5 bis 5 Millimeter verengt. Ihre äußeren Perigonblätter sind auf einer Länge von 6 Millimetern nicht miteinander verwachsen. Die Staubblätter und der Griffel ragen bis zu 1 Millimeter aus der Blüte heraus.

## Systematik und Verbreitung
Aloe kefaensis ist im Westen von Äthiopien im Kefa-Gebiet auf waldigem Grasland in einer Höhe von etwa 1800 Metern verbreitet.
Die Erstbeschreibung durch Michael George Gilbert und Sebsebe Demissew wurde 1997 veröffentlicht.

## Nachweise